# امانوئل یاربرو
امانوئل یاربرو (انگلیسی: Emmanuel Yarbrough; ۵ سپتامبر ۱۹۶۴ – ۲۱ دسامبر ۲۰۱۵) ریکیشی، بازیکن فوتبال آمریکایی، ورزشکار هنرهای رزمی ترکیبی و بازیگر اهل ایالات متحده آمریکا بود.